# Сабанцев, Александр Иванович
Алекса́ндр Ива́нович Саба́нцев (21 декабря 1918, Чеберюла, Уржумский уезд, Вятская губерния, РСФСР ― 6 декабря 1995, Йошкар-Ола, Марий Эл, Россия) ― советский деятель спорта и общественный деятель. Председатель Марийских областных советов Добровольного спортивного общества «Труд» (1961―1962) и Добровольного спортивного общества «Спартак» (1962―1980). Заслуженный работник физической культуры Марийской АССР (1976). Участник Великой Отечественной войны и советско-японской войны. Член ВКП(б) с 1944 года.

## Биография
Родился 2 декабря 1918 года в д. Чеберюла ныне Параньгинского района Марий Эл в семье репрессированного крестьянина.
В 1939 году окончил рабфак Марийского педагогического института.
В декабре 1939 года призван в РККА. Участник Великой Отечественной войны: окончил школу младших командиров, начальник штаба дивизиона «Катюш», помощник начальника 64 гвардейского миномётного полка, гвардии капитан. В 1944 году вступил в ряды ВКП(б). Был участником военного парада 7 ноября 1941 года и парада Победы 24 июня 1945 года в Москве. Участвовал в советско-японской войне. Демобилизовался из армии в августе 1945 года. Награждён орденами Отечественной войны I и II степени, Красной Звезды и медалями. 
После демобилизации приехал в г. Йошкар-Олу Марийской АССР: в  1948―1961 годах ― преподаватель физического воспитания Марийской культпросветшколы. В 1961―1962 годах ― председатель Марийского областного совета Добровольного спортивного общества «Труд», в 1962―1980 годах ― председатель Марийского областного совета ДСО «Спартак». В годы его лидерства марийские спартаковцы добились высших спортивных результатов в футболе, лыжах, борьбе, окрепла материально-техническая база: в Йошкар-Оле был построен спортивный комплекс «Юбилейный», расширилась сеть детско-юношеских спортивных школ по Марийской республике.
За вклад в развитие физической культуры и спорта в 1976 году ему присвоено почётное звание «Заслуженный работник культуры Марийской АССР». Награждён медалями и почётными грамотами. 
Скончался 6 декабря 1995 года в Йошкар-Оле.

## Звания и награды

### Трудовые
- Заслуженный работник физической культуры Марийской АССР (1976)[2]
- Медаль «За доблестный труд. В ознаменование 100-летия со дня рождения Владимира Ильича Ленина» (1970)

### Боевые
- Орден Отечественной войны I степени (06.04.1985)[7]
- Орден Отечественной войны II степени (11.09.1945)[3]
- Орден Красной Звезды (29.10.1944)[3]
- Медаль «За победу над Германией в Великой Отечественной войне 1941—1945 гг.» (09.05.1945)[3]
- Медаль «За победу над Японией» (30.09.1945)[3]

## Память
- На доме № 9 по улице Вашской в Йошкар-Оле, где жил А. И. Сабанцев, в память о нём установлена мемориальная доска[2]. Надпись на ней гласит: «В этом доме в 1964―1995 гг. жил видный спортивный общественный деятель, участник парадов 1941, 1945 гг. на Красной площади в г. Москве»[8].
- С 2005 года в Йошкар-Оле проводится турнир по греко-римской борьбе памяти А. И. Сабанцева[2][9].